# Лунг, Силвиу (1989)
Силвиу Лунг (рум. Silviu Lung Jr.; 4 июня 1989, Крайова, Румыния) — румынский футболист, вратарь клуба «Аль-Раед». Выступал за сборную Румынии.

## Карьера
Сын известного в прошлом вратаря сборной Румынии Силвиу Лунга пошёл по стопам отца, начав свою карьеру на серьёзном уровне в клубе «Университатя» из Крайовы. В 2011 году уже в качестве одного из голкиперов национальной команды он перешёл в клуб «Астра».
В декабре 2012 года по сообщениям российской прессы Силвиу Лунг попал в сферу интересов санкт-петербургского «Зенита», однако президент «Астры» опроверг эту информацию.

## Достижения
- Обладатель Кубка Румынии: 2013/14
- Обладатель Суперкубка Румынии: 2014